# 長島秀幸
長島 秀幸（ながしま ひでゆき）は1980年代に活動した日本のシンガーソングライターである。

## 概要
デビュー当初は本名である鈴木 秀幸（すずき ひでゆき）名義で活動していた。代表曲はテレビアニメ『きまぐれオレンジ☆ロード』主題歌の「オレンジ・ミステリー」。
1990年代以降、永らく表舞台から退いていたが、2011年にブログを立ち上げ、今後は鈴木秀幸名義で再活動をすると表明した。

## ディスコグラフィー

### アルバム
- a cosrt（1986年6月21日発売/C28A0497/キャニオン・レコード）※鈴木秀幸名義
  - SIDE ONE
    - 浮気なLADY
    - 誘惑サマーナイト
    - スローダンスをもう一度
    - サヨナラにGOIN' DOWN
    - LAST SUMMER

  - SIDE TWO
    - MOONLIGHT ANGEL
    - ルート101
    - 銀色のロマンス
    - 南十字星によせて
    - メロディ

### シングル
- 誘惑サマーナイト（1986年5月21日発売/7A0580/キャニオン・レコード）※鈴木秀幸名義
  - 誘惑サマーナイト
  - 南十字星によせて

- オレンジ・ミステリー（1987年9月5日発売/LA07-5011/FUTURE LANDレーベル）※長島秀幸名義
  - オレンジ・ミステリー - テレビアニメ『きまぐれオレンジ☆ロード』第2期OP主題歌・挿入歌
    - 作詞：売野雅勇 / 作曲：NOBODY / 編曲：鷺巣詩郎

  - この胸にONE MORE TIME - テレビアニメ『きまぐれオレンジ☆ロード』イメージソング
    - 作詞：TETSU / 作曲：長島秀幸 / 編曲：鷺巣詩郎

### その他
- 追憶のジュピター（1988年、東芝EMI） - 特撮ドラマ『電脳警察サイバーコップ』挿入歌 ※長島秀幸名義
  - 作詞：安藤芳彦 / 作曲：新田一郎 / 編曲：工藤隆